# Masamichi Satō
Masamichi Satō (jap. 佐藤 昌道, Masamichi Satō) ist ein japanischer Kameramann, der zwischen 1956 und dem Jahr 1974 tätig war und vor allem im Ausland für seine Arbeit für die amerikanisch-japanische Co-Produktion Tora! Tora! Tora! bekannt wurde.

## Leben und Karriere
Masamichi Satō war seit Mitte der 1950er Jahre im japanischen Filmgeschäft aktiv, zuerst als Kameramann für den Kurzfilm Ōjo to yubiwa - Indo shigeki 'Shakuntarā hime' yori, später in den 1960er Jahren auch für Kinoproduktionen wie das Drama Matsukawa Jiken von Regisseur Satsuo Yamamoto oder für Produktionen des Regisseurs Kōzaburō Yoshimura. 1971 wurde er neben den Kollegen Charles F. Wheeler, Osami Furuya und Shinsaku Himeda für seine Kameraarbeit an den japanischen Episoden für den Kriegsfilm Tora! Tora! Tora! mit einer Oscar-Nominierung sowie einer Laurel-Award-Nominierung geehrt.

## Auszeichnungen
- 1971: Oscar-Nominierung in der Kategorie Beste Kamera bei der Verleihung 1971 für Tora! Tora! Tora!
- 1971: Laurel-Award-Nominierung in der Kategorie Beste Kamera bei der Verleihung 1971 für Tora! Tora! Tora!

## Filmografie (Auswahl)

### Kino
- 1961: Matsukawa Jiken
- 1967: Daraku suru onna
- 1968: Nemureru bijo
- 1970: Tora! Tora! Tora!
- 1974: Love is in the Green Wind

### Kurzfilme oder Dokumentarfilme
- 1956: Ōjo to yubiwa - Indo shigeki 'Shakuntarā hime' yori (Kurzfilm)
- 1962: Hitotsubu no mugi (Dokumentarkurzfilm) (als Masamichi Satô)